# Portland Tribune
The Portland Tribune est un hebdomadaire gratuit de Portland dans l'Oregon aux États-Unis.